# David Vokrouhlický
David Vokrouhlický (* 7. května 1966) je český astronom a vysokoškolský učitel. Působí jako ředitel Astronomického ústavu Univerzity Karlovy (rok 2019). Kromě výuky astronomie se zabývá především dynamikou pohybu malých těles sluneční soustavy.

## Biografie
Astronomii začal studovat na Matematicko-fyzikální fakultě Univerzity Karlovy v Praze v roce 1984. Po absolvování v roce 1989 začal pracovat na zdejším Astronomickém ústavu jako odborný pracovník. V roce 2000 zde habilitoval.
Vyvinul nové fyzikální modely pro negravitační síly působící na malé planetky a meteoroidy. Především studoval tzv. Jarkovského efekt.
Je členem Mezinárodní astronomické unie (IAU), kde zastává funkci vědeckého tajemníka 7. komise.

## Ocenění
- Na návrh italského astronoma P. Farinelly byla po Davidu Vokrouhlickém pojmenována planetka hlavního pásu (7631) Vokrouhlický, která byla v roce 1981 objevena na Lowellově observatoři Anderson Mesa v USA.
- V roce 2008 obdržel David Vokrouhlický cenu České astronomické společnosti, tzv. Kopalovu přednášku.[3]
- V roce 1996 získal Cenu Učené společnosti ČR pro mladé vědecké pracovníky za významné výsledky v klasické a relativistické nebeské mechanice a v relativistické astrofyzice.
- Roku 2011 zvolen členem Učené společnosti ČR.[4]